# Mono (Lena Katina)
Mono (in russo Моно?) è il secondo album in studio della cantante russa Lena Katina, pubblicato il 26 luglio 2019 su etichetta indipendente Katina Music Inc. e distribuito dalla Believe Music.

## Descrizione
Mono rappresenta il primo lavoro di Lena Katina interamente in lingua russa. Per la sua realizzazione, la cantante ha collaborato con diversi musicisti e autori provenienti dalla Russia, dall'Ucraina e da altri Paesi della Comunità degli Stati Indipendenti. Come rivelato dalla stessa Katina sul suo sito ufficiale, il titolo descrive esattamente la condizione in cui si trova la cantante in questo momento della sua carriera, un'artista sola e indipendente. L'album ricalca lo stile musicale degli anni ottanta, incorporando anche elementi del pop moderno, discostandosi dal sound rock del precedente album. 
Nonostante l'artista avesse iniziato a lavorare all'album già nel 2018, l'annuncio ufficiale della sua pubblicazione è avvenuto il 29 giugno 2019, mentre la prevendita è iniziata a partire dal 12 luglio dello stesso anno.
L'album è stato pubblicato soltanto dopo la pubblicazione di tutti i singoli, dapprima solo in formato digitale, poi, in edizione limitata, anche in formato fisico il 18 ottobre 2019.

## Promozione
La presentazione dell'album è avvenuta il 26 luglio con un concerto in Via Arbat di Mosca ripreso dalle telecamere russe. Lo stesso mese, sul canale YouTube della cantante, è stato pubblicato l'album cassette edition di Mono, nient'altro che un video contenente la versione cassetta dell'album ascoltata da una giovanissima Lena Katina.

### Singoli
Delle otto tracce, sei sono state estratte come singoli, tutti pubblicati prima dell'uscita dell'album. 
Posle nas è il primo singolo. Unica ballata dell'album, rappresenta una dedica alle t.A.T.u.. Il singolo, uscito nel marzo del 2018, è stato accompagnato da un videoclip che riprende le sedicenni t.A.T.u. nel settembre del 2001 in giro per New York e durante gli MTV Video Music Awards 2001. 
Kosy è il secondo singolo dell'album, pubblicato nell'estate del 2018. Un video musicale è stato prodotto e pubblicato in Internet nel dicembre dello stesso anno, anche se non è mai stato caricato nella sua versione integrale. Nel video, Lena è seduta insieme a un gruppo di manichini e volge lo sguardo verso una coppia di amanti. 
McDonald's, uscito nel settembre del 2018, è il terzo singolo dell'album ed è ispirato al film di Neil Armfield Candy, come rivelato dalla stessa Katina. Nel video, in stile mukbang, Lena mangia un hamburger della nota catena di fast food ricreando la famosa scena dell'icona pop art Andy Warhol tratta dal documentario 66 Scenes from America (1982). 
Kuriš è il quarto singolo di Mono, pubblicato nel dicembre del 2018. Il brano è sprovvisto di video musicale. 
Startrek è stato pubblicato come quinto singolo nell'aprile del 2019. Il pezzo richiama palesemente la serie Star Trek, come è inoltre possibile notare nel lyric video del singolo in stile fantascientifico. 
Mono è il sesto ed ultimo singolo estratto dall'album. Il brano, così come per i due singoli precedenti, non viene accompagnato da un video musicale. Tuttavia, sul canale YouTube della cantante è stato caricato un lyric video dove compare la stessa Lena Katina. Il singolo è uscito nel giugno del 2019 ed ha anticipato l'uscita dell'omonimo album.

## Tracce
1. Mono (Моно) – 3:15 (Aleksandr Choroškovatyj, Anton Paramonov)
2. Bliže (Ближе) – 3:22 (Aleksandr Choroškovatyj, Anton Paramonov)
3. Kosy (Косы) – 2:54 (Ana Baston, Oleg Čečik, UnorthodoxX)
4. Kuriš' (Куришь) – 3:40 (Ana Baston, Sergej Kupcov, Red Square)
5. Startrek (Стартрек) – 4:03 (Ana Baston, Oleg Čečik, Red Square)
6. My tancuem (Мы танцуем) – 3:15 (Max Beatston, Rostik Chalikov, Ejforija, Vjačeslav Fedjaev, Anton Paramonov)
7. McDonald's (Макдоналдс) – 3:18 (Ana Baston, Oleg Čečik, UnorthodoxX)
8. Posle nas (После нас) – 3:17 (Evgenij Bednenko, Oleg Drofa, Oleg Čečik, Ivan Martin)

## Successo commerciale
Mono ha raggiunto la vetta delle classifiche di iTunes in diversi Paesi, come Estonia, dove si è classificato al primo posto. È inoltre entrato nelle classifiche di iTunes in Messico, dove ha raggiunto il secondo posto, in Malaysia e Bielorussia, dove ha raggiunto il quarto posto, e in Russia, dove ha raggiunto il quinto posto come picco massimo.

## Date di pubblicazione
| Paese | Data            | Formato                      | Etichetta         | Nota  |
| ----- | --------------- | ---------------------------- | ----------------- | ----- |
| Mondo | 12 luglio 2019  | Pre-order                    | Katina Music Inc. | [ 6 ] |
| Mondo | 26 luglio 2019  | Download digitale, streaming | Katina Music Inc. | [ 2 ] |
| Mondo | 18 ottobre 2019 | CD                           | Lena Katina Music | [ 7 ] |